# کاهاتاگاها آسودوما
کاهاتاگاها آسودوما (به لاتین: Kahatagaha Aswedduma) یک منطقهٔ مسکونی در سری‌لانکا است که در استان مرکزی (سری‌لانکا) واقع شده‌است.